# Juan Antonio Ugarte Pérez
Juan Antonio Ugarte Pérez (ur. 23 września 1938 w Limie) – peruwiański duchowny rzymskokatolicki, w latach 2004-2014 arcybiskup Cuzco.

## Życiorys
Święcenia kapłańskie przyjął 27 sierpnia 1967 jako członek Opus Dei. Pracował w peruwiańskich placówkach stowarzyszenia, był także kanclerzem kurii archidiecezji Piura.
18 sierpnia 1983 został mianowany biskupem pomocniczym Abancay ze stolicą tytularną Castrum. Sakrę biskupią otrzymał 2 października 1983. 18 października 1986 został mianowany biskupem pomocniczym Cuzco, a 4 grudnia 1991 biskupem pomocniczym prałatury Yauyos. 15 marca 1997 objął urząd prałata Yauyos. 29 listopada 2003 został mianowany arcybiskupem Cuzco, urząd objął 30 stycznia 2004. 28 października 2014 przeszedł na emeryturę.